# Chula Vista-Orason
Chula Vista-Orason era un census-designated place (CDP) degli Stati Uniti d'America della contea di Cameron nello Stato del Texas. La popolazione era di 394 persone al censimento del 2000. Al censimento del 2010 si è diviso in due CDP chiamati Chula Vista e Orason. La comunità faceva parte dell'area metropolitana di Brownsville-Harlingen.

## Geografia fisica
Chula Vista-Orason era situata a 26°04′27″N 97°26′34″W (26.074144, -97.442793).
Secondo lo United States Census Bureau, ha un'area totale di 0,5 miglia quadrate (1,3 km²).

## Società

### Evoluzione demografica
Secondo il censimento del 2000, c'erano 394 persone.

### Etnie e minoranze straniere
Secondo il censimento del 2000, la composizione etnica della città era formata dal 91,37% di bianchi, l'1,78% di afroamericani, lo 0,25% di nativi americani, il 4,06% di altre razze, e il 2,54% di due o più etnie. Ispanici o latinos di qualunque razza erano il 91,37% della popolazione.